# Greben (Krupa na Vrbasu)
Tvrđava Greben je srednjovjekovni utvrđeni grad koji se nalazi u Krupi na Vrbasu, 25 km južno od Banje Luke. Prvi put se spominje u izvorima 1192. godine, a potom 1322. i 1346. godine kada gradom upravlja izvjesni Nikola. U 14. stoljeću Greben je bio u posjedu velikaškog roda Hrvatinića, gospodara Dolnjih kraja, o čemu svjedoče povelje potpisivane u ovom gradu 1374. i 1375. godine. 
Hrvatsko-ugarski kralj Ludovik I. je Nelipićima (bos. grani Hrvatinića) u zamjenu za Greben-grad dao utvrdu Dobru kuću.
U srednjem vijeku franjevci su u Grebenu imali samostan, a u tom su kraju još imali samostane u Jajcu i Jezeru. Kraljica Katarina Kosača od svog je miraza sagradila crkvu sv. Marije.
Grad je stradao prilikom pada Jajačke banovine pod Turke 1527. – 1528. godine, a u turskim izvorima se spominje 1562. godine, na području nahije Jajce i to pod imenima Greben i Vrh Krupa. 
Po dolasku Turaka porušen je samostan u Grebenu. 
Čini se da je u periodu turske uprave grad napušten. Danas je u ruševnom stanju. Nešto bolje je sačuvana samo kula nad Vrbasom i dio bedema koji se spuštaju prema kanjonu rijeke.

## Vanjske poveznice
|  | Zajednički poslužitelj ima još gradiva o temi Tvrđava Greben |